# Deutsche Tourenwagen Masters

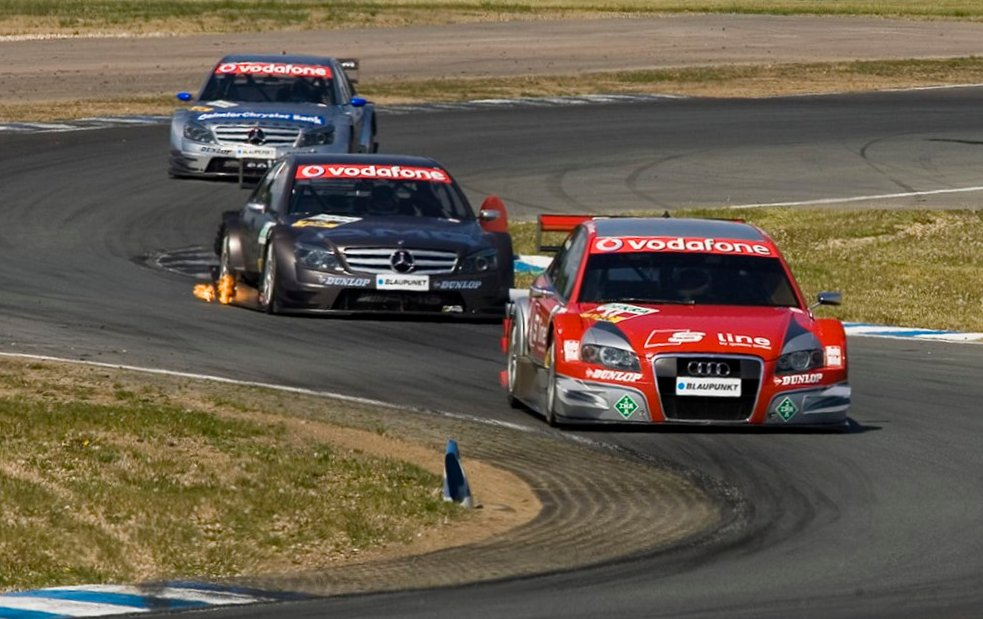
DTM 2007 – wyścig na torze Oschersleben

DTM (pełna nazwa od 2000 roku Deutsche Tourenwagen Masters; w latach 1984–1995 Deutsche Tourenwagen Meisterschaft) – najważniejsza seria wyścigowa samochodów w Niemczech. Obok brytyjskiej BTCC, najbardziej prestiżowa europejska seria wyścigowa w tej kategorii. W DTM startowało wielu kierowców Formuły 1, m.in. Ralf Schumacher, David Coulthard, Mika Häkkinen, Paul di Resta, Robert Kubica, Lucas Di Grassi i Alex Albon.

## Początki
DTM powołano do życia w 1984 roku jako następcę DRM (Deutsche Rennsport Meisterschaft). W pierwszym sezonie wzięło udział sześciu konstruktorów (Rover, BMW, Alfa Romeo, Ford, Chevrolet oraz Volvo). Mistrzostwa szybko zyskały popularność, do stawki wkrótce dołączyli nowi konstruktorzy, m.in. Audi oraz Mercedes.

## Kryzys i likwidacja DTM
Kryzys nastąpił na początku lat 90. XX wieku. Wewnętrzne spory o kształt regulaminu technicznego spowodowały wycofanie się zespołu Audi w 1992 roku. Trzy lata później seria uległa likwidacji, a w jej miejsce powołano ITC (International Touring Car Championship). Jednak, gdy w 1996 roku czołowe zespoły, Alfa Romeo i Opel zrezygnowały z udziału w nowych mistrzostwach, serię ITC, czyli ostatnie połączenie z dawnym DTM, także zlikwidowano.
W latach 1994–1999 rozgrywano mistrzostwa STW (Super Tourenwagen Cup), które po likwidacji DTM były jedyną liczącą się serią samochodów turystycznych w Niemczech, ale prestiżem nigdy nie dorównały one mistrzostwom DTM.

## Powrót DTM
W 2000 roku dzięki inicjatywie Audi, Opla i Mercedesa reaktywowano mistrzostwa DTM. W 2005 roku z udziału w DTM zrezygnował Opel. BMW oficjalnie potwierdziło swój powrót do serii DTM w sezonie 2012. W 2012 roku, potwierdzono iż, od 2014 roku DTM łączy się z japońską serią Super GT. W 2019 roku do stawki dołączył pierwszy zespół produkcyjny spoza Niemiec – brytyjski Aston Martin. 

## Mistrzowie DTM od 1984 roku
| Sezon | Mistrz                      | Wicemistrz                    | III Miejsce                     |
| ----- | --------------------------- | ----------------------------- | ------------------------------- |
| 1984  | Volker Strycek (BMW)        | Olaf Manthey (Rover)          | Harald Grohs (BMW)              |
| 1985  | Per Stureson (Volvo)        | Olaf Manthey (Rover)          | Harald Grohs (BMW)              |
| 1986  | Kurt Thiim (Rover)          | Volker Weidler (Mercedes)     | Kurt König (BMW)                |
| 1987  | Eric van de Poele (BMW)     | Manuel Reuter (Ford)          | Marc Hessel (BMW)               |
| 1988  | Klaus Ludwig (Ford)         | Roland Asch (Mercedes)        | Armin Hahne (Ford)              |
| 1989  | Roberto Ravaglia (BMW)      | Klaus Niedzwiedz (Ford)       | Fabien Giroix (BMW)             |
| 1990  | Hans-Joachim Stuck (Audi)   | Johnny Cecotto (BMW)          | Kurt Thiim (Mercedes)           |
| 1991  | Frank Biela (Audi)          | Klaus Ludwig (Mercedes)       | Hans-Joachim Stuck (Audi)       |
| 1992  | Klaus Ludwig (Mercedes)     | Kurt Thiim (Mercedes)         | Bernd Schneider (Mercedes)      |
| 1993  | Nicola Larini (Alfa Romeo)  | Roland Asch (Mercedes)        | Bernd Schneider (Mercedes)      |
| 1994  | Klaus Ludwig (Mercedes)     | Jörg van Ommen (Mercedes)     | Nicola Larini (Alfa Romeo)      |
| 1995  | Bernd Schneider (Mercedes)  | Jörg van Ommen (Mercedes)     | Klaus Ludwig (Opel)             |
| 1996* | Manuel Reuter (Opel)        | Bernd Schneider (Mercedes)    | Alessandro Nannini (Alfa Romeo) |
| 2000  | Bernd Schneider (Mercedes)  | Manuel Reuter (Opel)          | Klaus Ludwig (Mercedes)         |
| 2001  | Bernd Schneider (Mercedes)  | Uwe Alzen (Mercedes)          | Peter Dumbreck (Mercedes)       |
| 2002  | Laurent Aiello (Audi)       | Bernd Schneider (Mercedes)    | Mattias Ekström (Audi)          |
| 2003  | Bernd Schneider (Mercedes)  | Christijan Albers (Mercedes)  | Marcel Fässler (Mercedes)       |
| 2004  | Mattias Ekström (Audi)      | Gary Paffett (Mercedes)       | Christijan Albers (Mercedes)    |
| 2005  | Gary Paffett (Mercedes)     | Mattias Ekström (Audi)        | Tom Kristensen (Audi)           |
| 2006  | Bernd Schneider (Mercedes)  | Bruno Spengler (Mercedes)     | Tom Kristensen (Audi)           |
| 2007  | Mattias Ekström (Audi)      | Bruno Spengler (Mercedes)     | Martin Tomczyk (Audi)           |
| 2008  | Timo Scheider (Audi)        | Paul di Resta (Mercedes)      | Mattias Ekström (Audi)          |
| 2009  | Timo Scheider (Audi)        | Gary Paffett (Mercedes)       | Paul di Resta (Mercedes)        |
| 2010  | Paul di Resta (Mercedes)    | Gary Paffett (Mercedes)       | Bruno Spengler (Mercedes)       |
| 2011  | Martin Tomczyk (Audi)       | Mattias Ekström (Audi)        | Bruno Spengler (Mercedes)       |
| 2012  | Bruno Spengler (BMW)        | Gary Paffett (Mercedes)       | Jamie Green (Mercedes)          |
| 2013  | Mike Rockenfeller (Audi)    | Augusto Farfus (BMW)          | Bruno Spengler (BMW)            |
| 2014  | Marco Wittmann (BMW)        | Mattias Ekström (Audi)        | Mike Rockenfeller (Audi)        |
| 2015  | Pascal Wehrlein (Mercedes)  | Jamie Green (Audi)            | Mattias Ekström (Audi)          |
| 2016  | Marco Wittmann (BMW)        | Edoardo Mortara (Audi)        | Jamie Green (Audi)              |
| 2017  | René Rast (Audi)            | Mattias Ekström (Audi)        | Jamie Green (Audi)              |
| 2018  | Gary Paffett (Mercedes)     | René Rast (Audi)              | Paul di Resta (Mercedes)        |
| 2019  | René Rast (Audi)            | Nico Müller (Audi)            | Marco Wittmann (BMW)            |
| 2020  | René Rast (Audi)            | Nico Müller (Audi)            | Robin Frijns (Audi)             |
| 2021  | Maximilian Götz (Mercedes)  | Liam Lawson (Ferrari)         | Kelvin van der Linde (Audi)     |
| 2022  | Sheldon van der Linde (BMW) | Lucas Auer (Mercedes)         | René Rast (Audi)                |
| 2023  | Thomas Preining(Porsche)    | Mirko Bortolotti(Lamborghini) | Ricardo Feller(Audi)            |

(*) – w 1996 roku mistrzostwa pod egidą ITC.